# ストーク (人力飛行機)
ストーク
(NM-75 STORK)
飛行中のストークB
- 用途：人力飛行機
- 分類：記録機・実験機
- 設計者：石井潤治　他
- 製造者：日本大学理工学部機械工学科航空宇宙コース(当時)<
  - 池田研究室(1975年度)[1]
  - 池田・木村研究室(1976年度)[1]
- 運用者：日本大学理工学部機械工学科航空宇宙コース(当時)
  - 池田研究室(1975年度)[1]
  - 池田・木村研究室(1976年度)[1]
- 初飛行：

  - 1976年3月12日(ストークA)[2]
- 運用状況：運用終了・展示

NM-75 ストーク (NM-75 STORK) は、1975年度から1976年度にかけて日本大学理工学部の学生らにより卒業研究として設計、製作、運用された人力飛行機。1976年12月31日、飛行時間4分43秒。1977年1月2日、距離2093.9 mの記録を樹立した。この記録はいずれも当時の世界最高記録だった。

## 経緯
1963年、木村秀政が日本大学理工学部では学生の卒業研究として、人力飛行機の設計・製作を取り入れた。以降、おおむね1年に1機のペースで改良を加えながら製作され、1975年3月時点でリネットシリーズで5機種、イーグレットシリーズで3機種が製作された。それぞれの最高飛行距離は、リネットIIが91 m、イーグレットIIIが203 mを記録した。
1975年度の卒業研究は、木村秀政がチーフ設計者として石井潤治を指名、1975年4月から設計が開始された。木村は、1975年度の卒業研究生が入学以来、先輩の卒業研究の人力飛行機製作を手伝ってきたことで、人力飛行機を十分熟知していると判断し、前年までのイーグレットシリーズからの大幅な設計変更を認めた。設計・製作・飛行試験の全工程は、チーフ設計者石井潤治の厳重な計画管理下で進められた。1975年9月から製作が始まり、1976年2月29日にロールアウトした。「STORK」（コウノトリ）は木村秀政による命名である。機体全体の外皮に手漉き雁皮紙を使用するなどの従来機と異なるアイデアと空気力学的に洗練された設計に加え、0.5mm厚バルサ材による寄木構造を強度部品に応用することによって、航空機として必要な強度と剛性を保持しつつ、従来機から約10～20 kgの軽量化を果たし、機体総重量35.9kgを実現した。完成したストークは、1976年3月12日に初飛行に成功。1976年3月14日には中禮一彦の操縦で446 m、57秒間飛行し、当時の日本記録を更新した。
翌1976年度、卒業研究メンバーの学生は入れ替わる中、前年度メンバーから石井潤治のみが副手という大学職員の立場で活動を継続した。従来の卒業研究では、試験飛行中に機体を破損するために、使える部品を翌年度に流用して作り直していたが、ストークの場合はまったく破損していなかったので1976年度の卒業研究では前年度の機体を継続使用し、記録更新に目標を置き、パイロットの筋力訓練に力点がおかれた。機体に対しては1976年6月4日自衛隊下総航空基地にて、パイロット中禮一彦が突然8の字飛行に挑戦し、1回目は8の字の片側旋回に成功、もう片方は旋回途中で中禮の体力に限界がきてペダルの踏み込みが出来なくなり、接地して片翼の翼端を傷めた。同日再度8の字旋回飛行に挑戦したところ翼端が折れ、中禮一彦がペダルの踏み込みを止めたため、ハードランディングでタイヤと同時に胴体フレームを破損した。この破損によりフレームを修理、コクピットの形状もスリム化して記録飛行を継続した。修理後の機体からストークBだとする誤解があるが、ストークの呼び名にAとBが存在するのは大学に卒業研究の予算を計上する便宜上の目的であり、1975年度はストークAで、1976年度はストークBと呼ぶ。また機体改修が行われた理由は、前述の通り1976年6月4日に破損したからであり、破損していなかったら改修する予定はそもそもなかった。1976年6月4日までは、前年度の機体のまま試験飛行が行われ、飛行距離595.1 m、滞空時間1分8.2秒まで記録を伸ばした。その後、1976年6月から11月にかけて破損箇所を修理すると同時に機体の改修が行われさらに1976年から1977年の年末年始にかけて海上自衛隊下総基地で試験飛行が行われた。1976年12月31日の飛行では飛行時間4分43秒を記録。また1977年1月2日には日本航空協会公式立会人立会いの下に2093.9 m、4分27.8秒を記録した。
また、この記録樹立後、電動モーターを搭載し、電動飛行にも成功、この電動飛行形態をストークBと区別するためにストークCと呼んだ。
その後ストークは国立科学博物館の所蔵、永久保存の機体となった。1979年1月に国立科学博物館に入館後、同年11月1日から1998年11月3日まで航空宇宙館（後におれんじ館と改称）で一般公開されたが、おれんじ館の閉館とともに公開終了となった。その後は、国立科学博物館筑波研究施設に保管されていたが2021年に新設された科博廣澤航空博物館(茨城県筑西市)に貸与、再展示が決定した。この再展示に向けて、ストーク主設計者の石井潤治を中心とした1975年度と1976年度の有志の卒業研究メンバーたちによって修復が成され、2024年2月11日にオープンしたザ・ヒロサワ・シティ内のテーマパーク「ユメノバ」の科博廣澤新航空博物館で一般公開された。

## 諸元
諸元
- 乗員: 1[10][19]
- 全長: 8.85 m[25][10][19]
- 全高: 2.40 m[26]
- 翼幅: 21.00 m[25][10]/21.06 m(ストークB)[19]
- 空虚重量: 35.9 kg[25]/37 kg(ストークB)[19]
- 運用時重量: 93.9 kg（パイロット重量: 58.0 kg）[9]/95 kg(ストークB)[19]
- 重量内訳
  - 主翼: 19.9 kg[9]
  - 水平尾翼: 1.0 kg[9]
  - 胴体・操縦系: 7.4 kg[9]
  - 降着装置: 1.0 kg[要出典]
  - 伝導装置: 5.6 kg[要出典]
  - プロペラ: 1.0 kg[要出典]
- 主翼
  - 面積: 21.70 m2[25]/ 内、エルロン部: 2.52 m2（合計）[10][19]
  - アスペクト比: 20.3[19]
  - テーパー比: 1:1(中央翼) / 2.36:1(外翼)[9]
  - 上反角: 0°(中央翼) / 7°(外翼)[10][19]
  - 捩り下げ: 0°(中央翼) / 8°(外翼)[10][19]
  - 翼型: 翼根:FX61-184(翼厚比18.4%)/ 翼端:FX63-137(翼厚比13.7%)[10][19][9]
- 水平尾翼
  - 翼幅: 3.44 m[26]
  - 面積: 1.71 m2[26][10][19]
  - 水平尾翼容積比: 0.535[9]
- その他面積
  - 垂直安定板: 0.81 m2[10][19]
  - 方向舵: 0.35 m2[10][19]
  - 胴体断面積 0.80 m2[要出典]
- プロペラ: 2翅固定ピッチ
  - 直径: 2.5 m[26][10][19]
  - ピッチ角: 25 deg（75%半径）[要出典]
  - 巡航プロペラ回転数: 210 rpm[10][19]
  - 巡航ペダル回転数: 70 rpm[要出典]

性能
- 最大速度: 12.43 m/s  (制限速度)(CL = 0.45)[要出典]
- 巡航速度: 8.60 m/s  (CL = 0.94)[要出典]
- 失速速度: 7.14 m/s  (CL = 1.36)[要出典]
- 翼面荷重: 4.33 kg/m2[26][10]/4.38 kg/m2(ストークB)[19]
- 必要出力: 0.33hp(高度2m)[26]/ 0.35hp(高度3m)[26]
- 終局荷重倍率: 2.7[9]